# Christuskirche Opatija

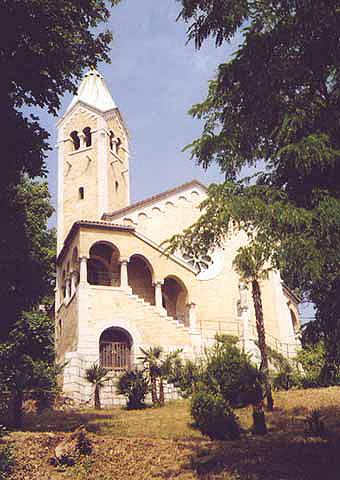
Christuskirche Opatija

Die evangelische Christuskirche im Seebad Opatija in Kroatien wurde in den Jahren 1903 und 1904 erbaut. Sie liegt etwas abseits von der parallel zur Uferpromenade verlaufenden Straße Maršala Tita. Von der kleinen Anhöhe, auf der sie steht, erblickt man die Kvarner Bucht.

## Baustil
Die Kirche ist im neoromanischen Stil erbaut. Zusammen mit dem im istrianischen Stil erbauten Pfarrhaus aus dem Jahre 1911 bildet sie mit ihren romanischen Formen und dem offenen Kirchensäulenaufgang ein städtebauliches Ensemble.

## Anfänge der Gemeinde
Das evangelische Leben in Opatija geht zurück auf das Jahr 1895. Als Gotteshaus diente damals der Saal des Eisenbahnhotels Stephanie der Österreichischen Südbahngesellschaft, das heutige Hotel Imperial. Die Gottesdienste wurden von dem Berliner Pfarrer Emil Frommel gehalten. Die Anzahl der ansässigen evangelischen Gläubigen betrug anfangs nur rund 12 Personen, doch in der Hauptsaison besuchten über 100 Gläubige den Gottesdienst. Für die evangelische Gemeinde wurde es deshalb zum dringenden Anliegen, einen geeigneten Bauplatz für ein eigenes Gotteshaus zu finden.

## Bau der Kirche
1902 stifteten die Internationale Schlafwagengesellschaft und die Österreichische Südbahngesellschaft ein Grundstück. Viele Adelige sowie etliche Gustav-Adolf-Vereine aus Deutschland und Österreich unterstützten den Bau mit Spenden. Im Mai 1903 erfolgte in Anwesenheit des Großherzogs von Luxemburg die Grundsteinlegung. Als Architekt fungierte der Wiener Professor Carl Seidl, der auch zahlreicher Villen und Hotels an der Kvarner Bucht gestaltete.
Nach einem knappen Jahr Bauzeit wurde die Christuskirche am 23. April 1904 feierlich eingeweiht. Unter den Gästen befanden sich viele Adelige, darunter auch Großherzog Adolf von Luxemburg und seine Gattin Adelheid, König Oskar II. von Schweden und Norwegen und dessen Gemahlin Sophia von Nassau, Kaiser Franz Joseph von Österreich sowie auch zahlreiche Geistliche.

## Ausstattung der Kirche

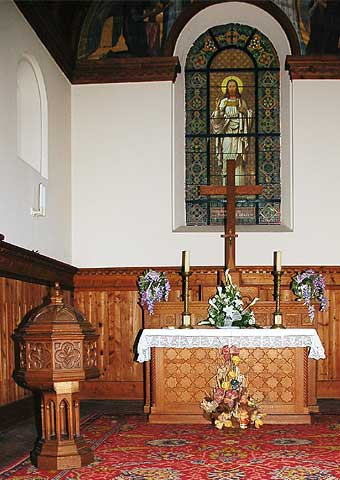
Christuskirche Opatija

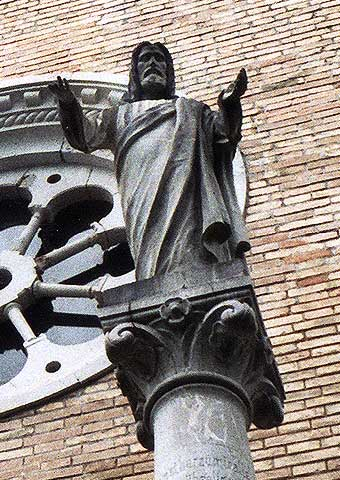

Das von Holz dominierte Innere der Christuskirche offenbart unter anderem eine aufwendig gearbeitete Kassettendecke. Kanzel, Taufbecken sowie der Altar sind ebenfalls komplett aus Holz gefertigt. Das bunte Altarfenster zeigt Jesus Christus. Auf zwei weiteren bunten Glasfenstern sind musizierende Engel abgebildet. Sehenswert ist das Harmonium der Firma Kotykiewicz aus Wien auf der Empore, ein Geschenk der Königin Elisabeth von Rumänien (Elisabeth zu Wied) aus dem Jahre 1896. Auch die beiden Glocken aus den Jahren 1904 und 1929 sind gespendet. Ganz aus istrianischem Stein ist die, ebenfalls gestiftete, auf einer hohen Säule stehende Christusstatue vor der Kirche.

## Gemeinde im 20. Jahrhundert
1907 zählte die Gemeinde bereits 100 Mitglieder. 1908 wurde die Predigtstation zur evangelischen Pfarrgemeinde Augsburgischen und Helvetischen Bekenntnisses im Bereich des Seniorates Triest erhoben.
Im Jahre 1919, nach dem Ersten Weltkrieg und dem Zerfall der Österreichisch-Ungarischen Monarchie, kam ganz Istrien zu Italien. 1920 schloss die evangelische Gemeinde Opatija einen Vertrag mit der Tavola Valdese, der italienischen Waldenserkirche, mit dem diese alle Rechte und Pflichten der Gemeinde übernahm und somit von nun an auch alle Geistlichen anstellte.
Als nach dem Ende des Zweiten Weltkrieges Istrien Jugoslawien zugesprochen wurde, übernahm bis 1960 der Seelsorger Edgar Popp die Zuständigkeit. Danach wurde die Gemeinde von Vlado Deutsch bis zu dessen Tod im Jahre 1999 verwaltet. Gottesdienste fanden und finden seitdem auch in der Saison nicht mehr regelmäßig statt.